# Ту Бјутс (Колорадо)
Ту Бјутс (енгл. Two Buttes) град је у америчкој савезној држави Колорадо.

## Демографија
По попису из 2010. године број становника је 43, што је 24 (-35,8%) становника мање него 2000. године.
| Група             | 2000.      | 2010.      |
| Белци             | 66 (98,5%) | 40 (93,0%) |
| Афроамериканци    | 0 (0,0%)   | 0 (0,0%)   |
| Азијати           | 0 (0,0%)   | 0 (0,0%)   |
| Хиспаноамериканци | 1 (1,5%)   | 3 (7,0%)   |
| Укупно            | 67         | 43         |